# Jonas Lantto
Jonas Lantto (sinh ngày 22 tháng 5 năm 1987) là một cầu thủ bóng đá người Thụy Điển thi đấu ở vị trí tiền vệ chạy cánh cho Gefle IF.
Anh gia nhập câu lạc bộ năm 2007 sau một mùa giải thành công ở Kiruna FF khi anh được trao danh hiệu cầu thủ xuất sắc nhất năm ở Norrbotten.